# شنجونغ ملكة جوسون

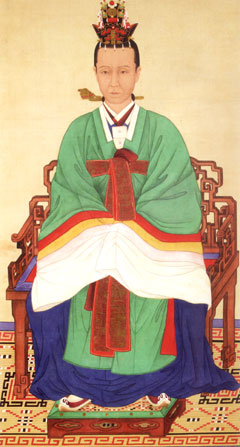
لوحة للملكة شنجونغ.

الملكة شنجونغ (بالهانغل: 신정왕후، وبالهانجا: 神貞王后. ولدت في 21 يناير 1809 وماتت في 4 يونيو 1890) هي زوجة ولي العهد هيوميونغ وفي سنة 1864 أصبحت والدة الملك غوجونغ ملك مملكة جوسون بالتبني وبذلك أصبحت وصية على العرش الملكي لمدة عشر سنوات.